# Václav František Karel Košín
Václav František Karel svobodný pán Košínský z Košínu (německy Wenzel Franz Karl Freiherr Koschinsky von Koschin, 6. února 1673, Brno – 26. března 1731, Chrast) byl český katolický kněz a 7. biskup královéhradecký (1721–1731).

## Životopis

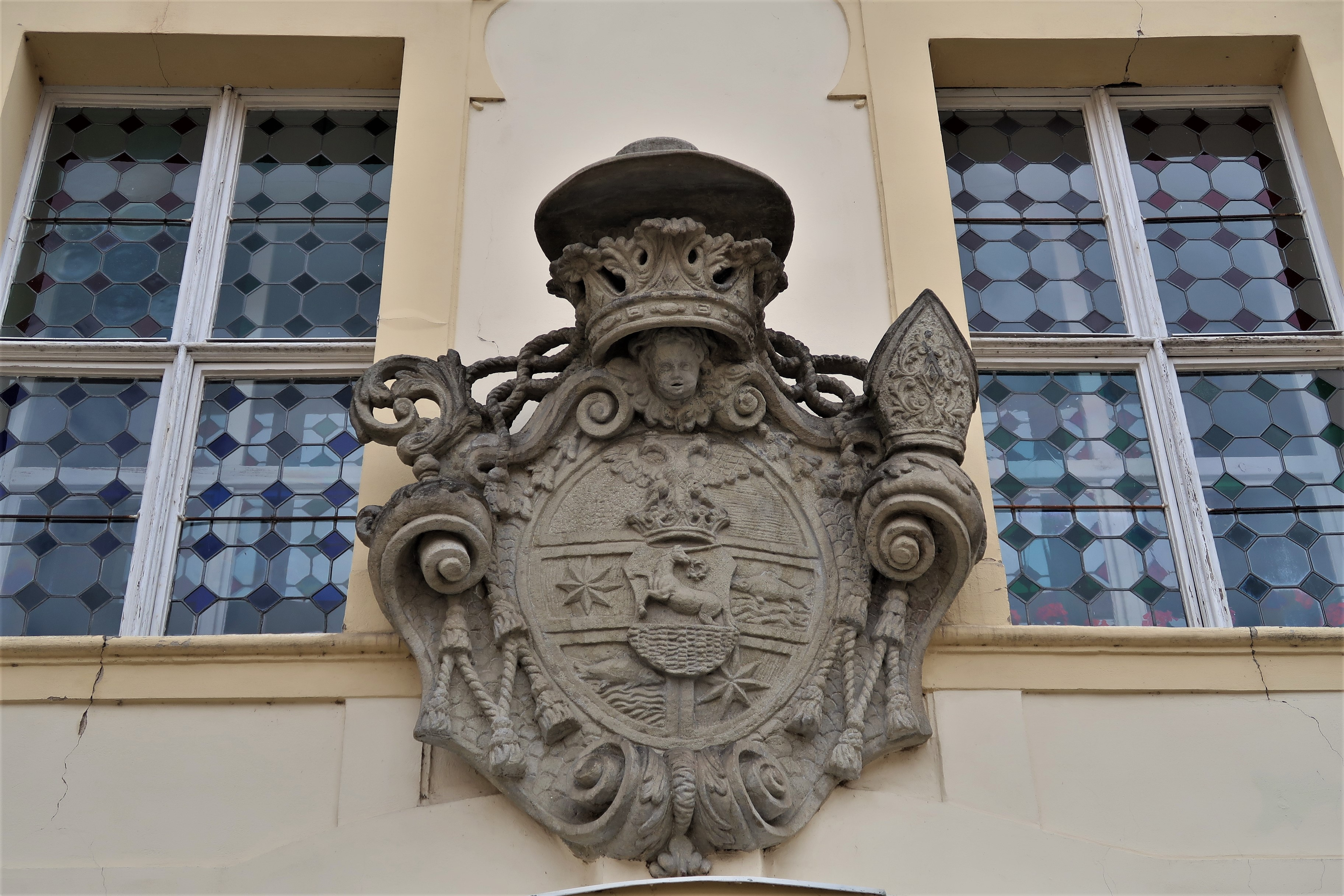
Znak Václava Košínského z Košínu na východním průčelí zámku Chrast

Pocházel z úřednické rodiny, která vlastnila drobné statky na Moravě a v roce 1708 získala stav svobodných pánů. Narodil se jako starší syn sekretáře české dvorské kanceláře Jana Jiřího Ignáce Košínského.
Vystudoval teologii v Římě a v roce 1695 byl vysvěcen na kněze. V letech 1702–1721 byl farářem u sv. Mořice v Olomouci, od roku 1713 byl též olomouckým kanovníkem. Dne 9. ledna 1721 byl jmenován biskupem v Hradci Králové, kvůli dlouhodobým sporům mezi biskupstvím a hradeckou městskou radou se úřadu fakticky ujal až v roce 1722. Stejně jako jiní hradečtí biskupové pobýval převážně na zámku v Chrasti, na jehož dostavbě se také podílel. Do Hradce Králové zajížděl jen při zvláštních příležitostech, například při oslavách svatořečení Jana Nepomuckého (1730).
Zemřel 26. března 1731 na zámku v Chrasti, pohřben byl o měsíc později v katedrále sv. Ducha v Hradci Králové.
Jeho soukromým majetkem byl statek Nosálovice, který prodal v roce 1709. Získané prostředky věnoval Olomouci na náhradu škod po požáru téhož roku.
Jeho mladší bratr Dionýs Josef Vojtěch byl tajemníkem císařského vyslanectví v Benátkách.